# Koha Ditore
Koha Ditore (alb. „Czas codzienny”) – największy dziennik wydawany w Kosowie, założony w roku 1997. Jest wydawany w Prisztinie przez spółkę Koha, własność kosowskiego publicysty i polityka Vetona Surroi. Redaktorem naczelnym gazety jest Agron Bajrami.
Od początku istnienia linia redakcyjna gazety jest antyserbska. W 1999 roku, po publikacji popierającej plany interwencji NATO w Kosowie, na gazetę i redaktora naczelnego nałożono karę pieniężną, jednocześnie nieznani sprawcy spalili biuro redakcji oraz zabili strażnika i prawnika wydawnictwa.
Podczas bombardowań NATO Koha Ditore była wydawana na uchodźstwie, w Macedonii. Był to projekt humanitarny, finansowany przez brytyjskie Ministerstwo Spraw Zagranicznych i francuskie Ministerstwo Spraw Zagranicznych. 10 000 darmowych egzemplarzy dostarczano do obozów dla uchodźców. Wydanie międzynarodowe gazety można kupić w wyznaczonych punktach sprzedaży prawie w całej Europie.
Koha Ditore, dzięki swoim dziennikarzom umacniała pozycję nie tylko na krajowym rynku, ale i w świecie. Była uznawana za rzetelne źródło informacji. Dziennikarze pisali o poczynaniach wojsk ONZ, o wyborach do Zgromadzenia Narodowego Kosowa w październiku 2001 i prezydenckich w marcu 2002 roku, w których wybrany został Ibrahim Rugova. W 2006 roku sondaże wykazały, że była to najbardziej poczytna gazeta w Kosowie i wyprzedzała o 13% kolejną w rankingu Kosova Sot.
Od włączenia się Vetona Surroi w politykę w 2003 roku wydawaniem gazety zajmuje się jego siostra, Flaka Surroi. Koha Ditore uchodzi za gazetę niezależną i przodującą w dziedzinie dziennikarstwa śledczego. Jej dziennikarze nie boją się ujawniać korupcji, łapówkarstwa i spraw przemytu.